# Brève Rencontre à Paris
Pour plus de détails, voir Fiche technique et Distribution.
Brève Rencontre à Paris (Two People) est un film américain de Robert Wise, sorti en 1973.

## Fiche technique
- Titre original : Two People
- Titre français : Brève Rencontre à Paris
- Réalisation : Robert Wise, assisté de Denis Amar
- Scénario : Richard DeRoy
- Direction artistique : Harold Michelson
- Décors : Eric Simon
- Costumes : Tanine Autre
- Photographie : Henri Decae et Gerald Hirschfeld
- Son : Antoine Petitjean, Waldon O. Watson, Ronald Pierce
- Montage : William Reynolds
- Musique : David Shire
- Production : Robert Wise
- Société de production : The Filmakers Group
- Société de distribution :  Universal Pictures
- Pays d’origine :  États-Unis
- Langue : anglais
- Format : Couleurs (Technicolor) - 35 mm - 1,85:1
- Genre : Drame et romance
- Durée : 100 minutes
- Dates de sortie :
  - États-Unis :18 mars 1973 (première à new-York)

## Distribution
- Peter Fonda : Evan Bonner
- Lindsay Wagner : Deirdre Mccluskey
- Estelle Parsons : Barbara Newman
- Alan Fudge : Officiel de l'ambassade
- Philippe March : Gilles
- Frances Sternhagen : Mme Mccluskey
- Brian Lima : Marcus Mccluskey
- Geoffrey Horne : Ron